# Piotr Grudziński
Piotr Grudziński (Warschau, 15 maart 1975 – aldaar, 21 februari 2016) was een Pools gitarist en tekstschrijver.

## Carrière
In 2001 werd Grudziński lid van de Poolse band Riverside waar hij elektrische gitaar speelde. Grudziński schreef ook teksten voor de albums Out of Myself (2003), Second Life Syndrome (2005), Rapid Eye Movement (2007), Anno Domini High Definition (2009), Shrine of new generation slaves (2013) en Love, Fear and the Time Machine (2015).

## Overlijden
In 2016 overleed Grudziński op 40-jarige leeftijd aan een hartstilstand.